# تصوير المفاصل

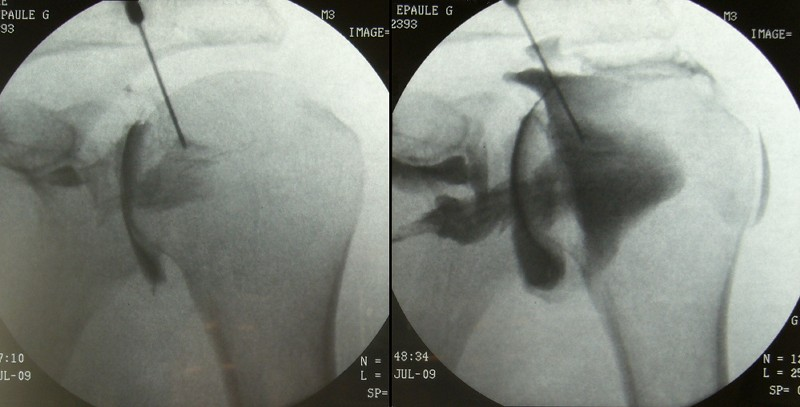
حقن مباشر بمادة اليود في المفصل

تصوير المفصل هو نوع من التصوير الطبي يستخدم في تشخيص وتقييم حالات آلام المفاصل. في حين أن التصوير المفصلي يستخدم بشكل شائع لفحص مفاصل الركبة والكتف، فإنه يمكن استخدامه أيضًا للنظر في المفاصل الأخرى، مثل الرسغ أو الكاحل أو الورك أو الكوع.، و يتم استخدام هذه التقنية في الصدمات والحوادث أو في الحالات التي لم تستجب للعلاج الوقائي في المفاصل وفي تقديم معلومات تشريحية قيمة حول المفاصل.
تصوير المفاصل يتكون من سلسلة من الصور للمفصل بعد حقن مادة التباين (أو ما يعرف بالصبغة)، و يتم النصويرعن طريق الكشف الفلوري أو التصوير بالرنين المغناطيسي أو المقطعي. يتم الحقن تحت مخدر موضعي مثل النوفوكين أو الليدوكائين ثم يقوم أخصائي الأشعة بتوجيه الإبرة لتوضع في المفصل ثم تحقن مادة التباين بناءً على العمر ونوع الأشعة المستخدمة. يمكن أن يحدث بعض الألم نتيجة التخدير وحقن التباين ويمكن أن يستمر لمدة 4 ساعات حتى يتم امتصاص المادة. خلال هذا الوقت، بينما يُسمح به، استخدام المفصل لمدة 10 ساعات تقريبًا قد يكون مؤلماٌ، بعد ذلك يمكن لأخصائي الأشعة رؤية ما يحدث تحت الجلد بشكل أكثر وضوحًا ويمكنه الحصول على نتائج في غضون 24 إلى 48 ساعة.
قام روبينسون وويرندورف بأول تصوير لمفصل ركبة في 1904، بعد اكتشاف اشعة أكس بتسع سنين.

## دواعي الاستعمال
1. الحوادث والصدمات
2. الحالات التي لم تستجب للعلاج الوقائي في المفاصل
3. آلام متزايدة في المفاصل بدون سبب واضح
4. التهاب المفاصل، و تمزق الأربطة
5. للكشف عن أورام
6. الإنصباب المفصلي
7. تمزق الغضروف الهلالي
8. الأستعداد لجراحة في العظام
9. آلام مستمرة أو متزايدة في المفاصل بعد عملية
10. رأب مفصل الركبة المستبدل
11. داء بلاونت

## كيفية تصوير المفصل
يمكن أن يتم تصوير المفاصل بالكشف الفلوري عن طريق حقن مادة بالهواء أو غاز آخر والذي يحدث (تباين سلبي) أو بالتصوير باستخدام الرنين المغناطيسي بعد حقن مادة الغالينيوم، أوالتصوير المقطعي بعد حقن مادة اليود  و يمكن أن يحدث ذلك بنمطين مختلفين، إما بنمط مباشرحيث يتم حقن مادة التبيان في داخل المفصل، أو بنمط غير مباشر حيث يتم حقن مادة التبيان في الوريد.
يتم عمل تعقيم للجزء المراد حقنه، ثم استخدام إبرة رفيعة في المفصل المراد تصويره. يتم استخدام مخدر مع مواد التباين لتقليل الإحساس بالالم وعادة ما تكون العملية محتملة من قبل المرضي. ثم يتم عمل الرنين المغناطيسي أو الأشعة المقطعية بعدها ب 45 دقيقة.

## موانع الاستخدام
1. التسمم الموضعي[1]
2. حساسية لليود أو الغادولينيوم[1][2]
3. تاريخ مرضي للحساسية أدي الي توقف القلب المفاجئ[1]